# Ислам-заде, Ислам Мамедович
Ислам Мамедович Ислам-заде (азерб. İslam İslamzadə, 14 [27] марта 1910, Баку — 30 августа 1998, Москва) — советский хозяйственный и государственный деятель.

## Биография
Родился в 1910 году в Баку. Член ВКП(б) с 1931 года.
В 1925—1985 годы — рабочий-электромонтёр на Бакинской табачной фабрике «Красный Октябрь», техник-рационализатор на Ленинградской табачной фабрике им. Урицкого. 
Главный инженер и заместитель директора табачной фабрики «Красный Октябрь»
Заместитель председателя, председатель Госплана Азербайджанской ССР
Первый заместитель Председателя Совета Народных Комиссаров Азербайджанской ССР,  Совета министров Азербайджанской ССР (1941—1955). 
Начальник строительства Мингечевирской ГЭС, начальник строительства Красноярской ГЭС. 
Постоянный представитель Совета Министров Азербайджанской ССР при Совете министров СССР. 
Заместитель начальника строительства Асуанской ГЭС. 
Начальник Главзагранэнерго, заместитель начальника Всесоюзного объединения «Загранэнергостроймонтаж» Министерства энергетики и электрификации СССР.

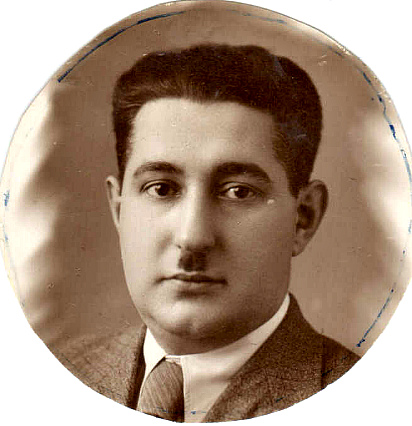
Islam-Zade Islam Mamedovich

Избирался депутатом Верховного Совета СССР 1-го, 2-го, 3-го , 4-го созывов.
Умер в 1998 году в Москве. Похоронен на Кунцевском кладбище.